# Pruillé-le-Chétif
Pruillé-le-Chétif est une commune française, située dans le département de la Sarthe en région Pays de la Loire, peuplée de 1 333 habitants.
La commune fait partie de la province historique du Maine, et se situe dans le Haut-Maine (Maine roux).

## Géographie
La ville est desservie par le service  de transport de la SETRAM par la ligne de bus no 32.
| Fay                | Trangé                | Rouillon |
| Fay                | Pruillé-le-Chétif     | Rouillon |
| Étival-lès-le-Mans | Saint-Georges-du-Bois | Allonnes |

### Climat
Pour des articles plus généraux, voir Climat des Pays de la Loire et Climat de la Sarthe.
En 2010, le climat de la commune est de type climat océanique dégradé des plaines du Centre et du Nord, selon une étude du CNRS s'appuyant sur une série de données couvrant la période 1971-2000. En 2020, Météo-France publie une typologie des climats de la France métropolitaine dans laquelle la commune est exposée à un climat océanique et est dans la région climatique  Moyenne vallée de la Loire, caractérisée par une bonne insolation (1 850 h/an) et un été peu pluvieux. 
Pour la période 1971-2000, la température annuelle moyenne est de 11 °C, avec une amplitude thermique annuelle de 14,4 °C. Le cumul annuel moyen de précipitations est de 723 mm, avec 11,3 jours de précipitations en janvier et 6,8 jours en juillet. Pour la période 1991-2020, la température moyenne annuelle observée sur la station météorologique de Météo-France la plus proche, sur la commune du Mans à 7 km à vol d'oiseau, est de 12,4 °C et le cumul annuel moyen de précipitations est de 693,4 mm,. Pour l'avenir, les paramètres climatiques de la commune estimés pour 2050 selon différents scénarios d'émission de gaz à effet de serre sont consultables sur un site dédié publié par Météo-France en novembre 2022.

## Urbanisme

### Typologie
Au 1er janvier 2024, Pruillé-le-Chétif est catégorisée bourg rural, selon la nouvelle grille communale de densité à sept niveaux définie par l'Insee en 2022.
Elle est située hors unité urbaine. Par ailleurs la commune fait partie de l'aire d'attraction du Mans, dont elle est une commune de la couronne,. Cette aire, qui regroupe 144 communes, est catégorisée dans les aires de 200 000 à moins de 700 000 habitants,.

### Occupation des sols
L'occupation des sols de la commune, telle qu'elle ressort de la base de données européenne d’occupation biophysique des sols Corine Land Cover (CLC), est marquée par l'importance des territoires agricoles (87,1 % en 2018), en diminution par rapport à 1990 (88,7 %). La répartition détaillée en 2018 est la suivante : 
prairies (40,9 %), terres arables (40,1 %), forêts (7,7 %), zones agricoles hétérogènes (6,1 %), zones urbanisées (5,2 %). L'évolution de l’occupation des sols de la commune et de ses infrastructures peut être observée sur les différentes représentations cartographiques du territoire : la carte de Cassini (XVIIIe siècle), la carte d'état-major (1820-1866) et les cartes ou photos aériennes de l'IGN pour la période actuelle (1950 à aujourd'hui).

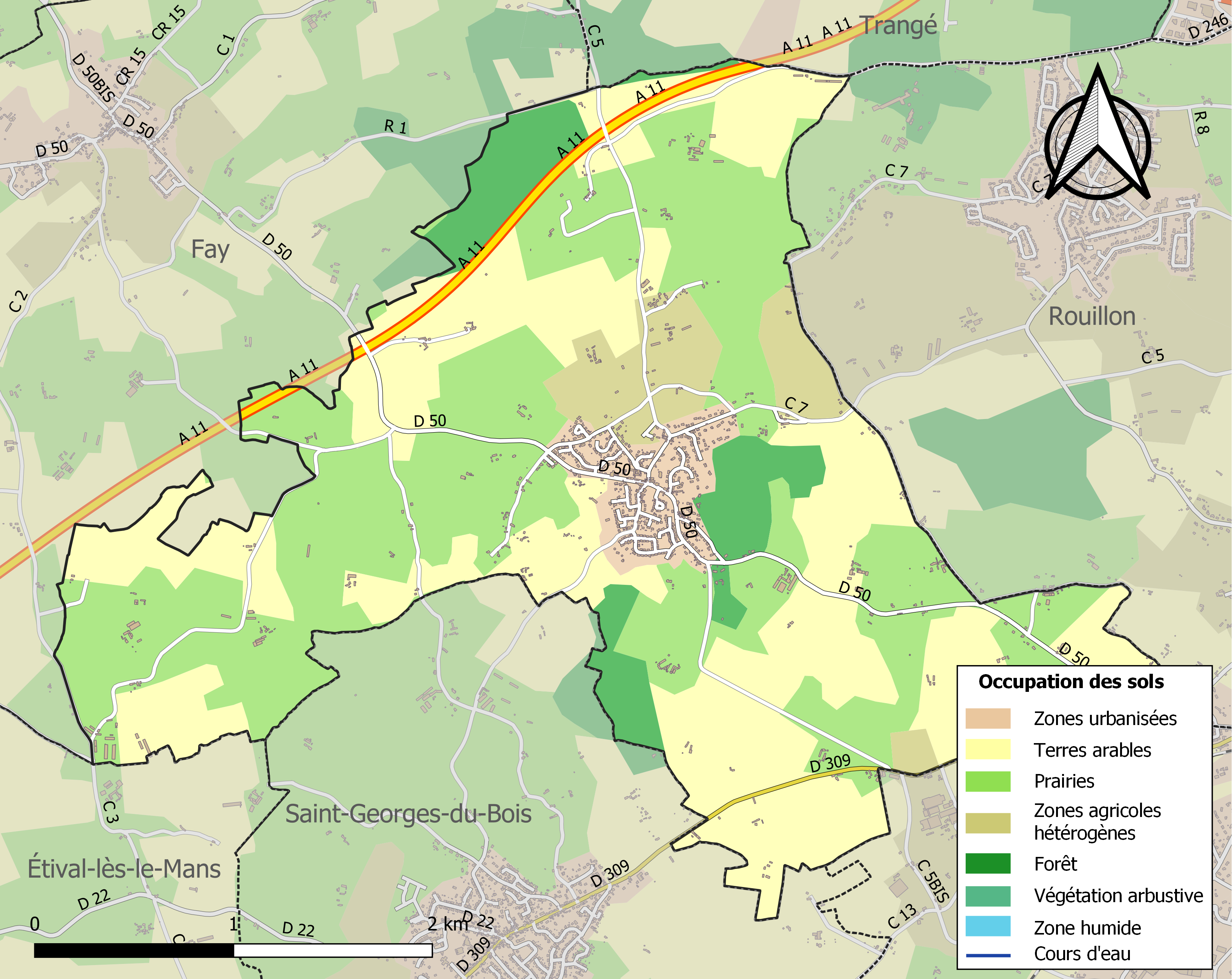
Carte des infrastructures et de l'occupation des sols de la commune en 2018 (CLC).

## Toponymie
Le nom de la localité est attesté sous les formes Proliaco en 712, Priliaco en 832, Prorigniaco vers l'an Mil, Proiliaco au XIe et apud Pruiliacum en 1093, Pruilleio en 1238, Pruilleyum en 1313, Prulie en 1322, Prulleyo le cheitif en 1389 (pendant la Guerre de Cent Ans), Prulleyo captivi en 1540, Pruille le chetif en 1552, Pouillé le Captif en 1750, Pruillé le Chetif en 1793
Le toponyme serait issu de l'anthroponyme roman Probilius.
Le surnom de la localité, le cheitif en 1389 (pendant la guerre de Cent Ans) et le chetif en 1552, a pour signification, au sens premier, « le prisonnier », mais aussi « petit, pauvre ».
L'explication d'un « captif, prisonnier » est possible avec les formes Prulleyo captivi en 1540 et Pouillé le Captif en 1750.
Le gentilé est Pruilléen.

## Politique et administration
| Période                                  | Période   | Identité             | Étiquette | Qualité      |
| ---------------------------------------- | --------- | -------------------- | --------- | ------------ |
| (avant 1992)                             | mars 2001 | Jean-Claude Dumargne |           |              |
| mars 2001                                | mars 2014 | Annick Tessier       | SE        | Retraitée    |
| mars 2014                                | En cours  | Isabelle Leballeur   | SE        | Agricultrice |
| Les données manquantes sont à compléter. |           |                      |           |              |

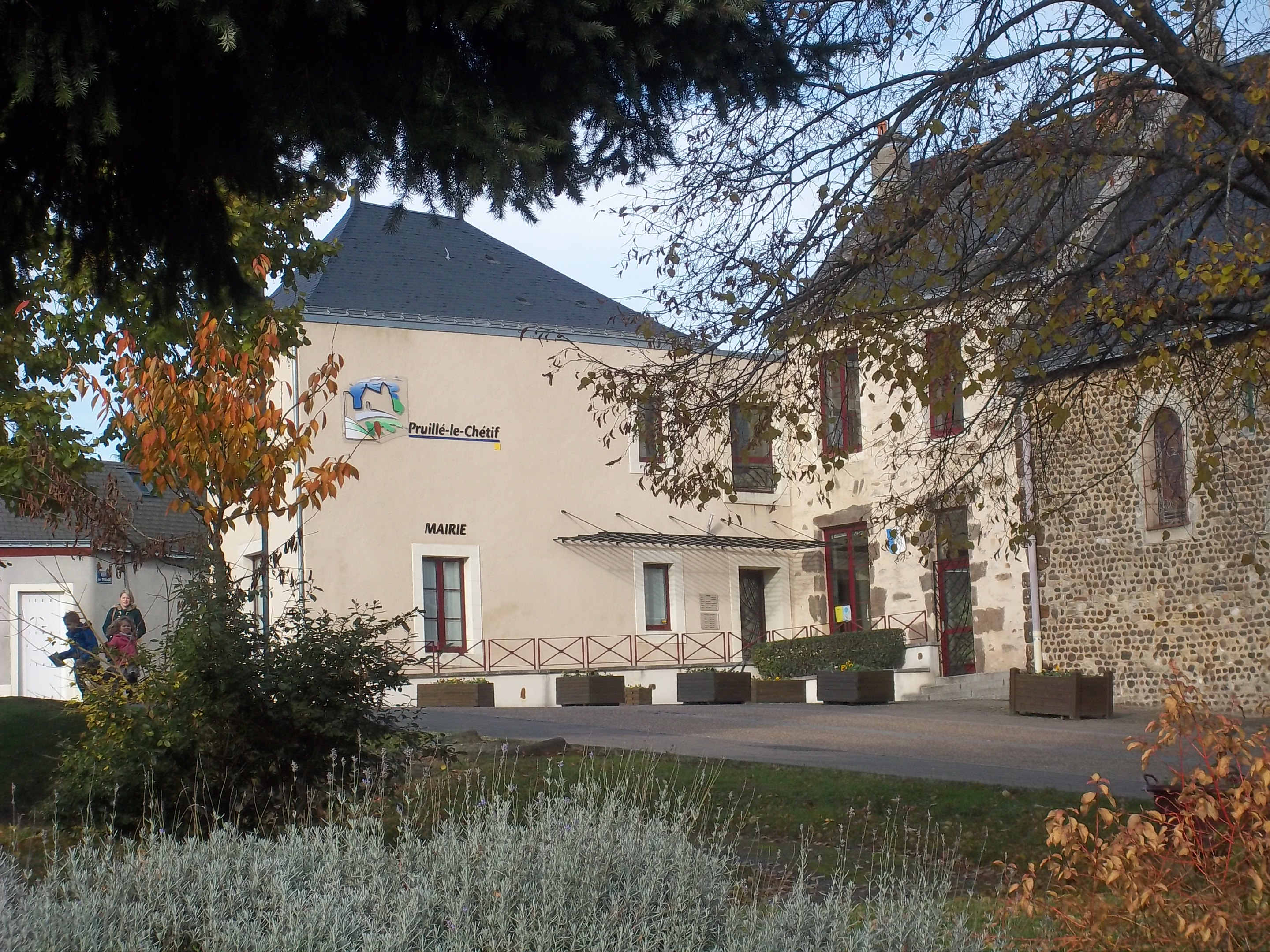
La mairie.

Le conseil municipal est composé de quinze membres dont le maire et trois adjoints.

## Enseignement

### Écoles maternelles et primaires
- Jacques-Yves-Cousteau (rue du Bordage).
- Saint-Joseph-Lasalle.

### Collège
- Section générale
- 6e et 5e SEGPA (section d'enseignement général et professionnel adapté).
- 4e et 3e DP6 (découverte professionnelle 6 heures).

### Lycée professionnel
- Formation énergétique.
- Communication graphique.
- Signalétique et décor.
- Photographie.
- Audiovisuel.
- Électrotechnique.

### Lycée technologique
- Énergie et développement.
- Arts appliqués.

## Démographie
L'évolution du nombre d'habitants est connue à travers les recensements de la population effectués dans la commune depuis 1793. Pour les communes de moins de 10 000 habitants, une enquête de recensement portant sur toute la population est réalisée tous les cinq ans, les populations de référence des années intermédiaires étant quant à elles estimées par interpolation ou extrapolation. Pour la commune, le premier recensement exhaustif entrant dans le cadre du nouveau dispositif a été réalisé en 2005.
En 2022, la commune comptait 1 333 habitants, en évolution de +0,68 % par rapport à 2016 (Sarthe : −0,25 %, France hors Mayotte : +2,11 %).
| 1793 | 1800 | 1806 | 1821 | 1831 | 1836 | 1841 | 1846 | 1851 |
| ---- | ---- | ---- | ---- | ---- | ---- | ---- | ---- | ---- |
| 441  | 368  | 440  | 598  | 610  | 625  | 637  | 652  | 631  |

| 1856 | 1861 | 1866 | 1872 | 1876 | 1881 | 1886 | 1891 | 1896 |
| ---- | ---- | ---- | ---- | ---- | ---- | ---- | ---- | ---- |
| 627  | 605  | 602  | 559  | 585  | 553  | 590  | 605  | 590  |

| 1901 | 1906 | 1911 | 1921 | 1926 | 1931 | 1936 | 1946 | 1954 |
| ---- | ---- | ---- | ---- | ---- | ---- | ---- | ---- | ---- |
| 543  | 534  | 547  | 506  | 484  | 479  | 454  | 456  | 517  |

| 1962 | 1968 | 1975 | 1982 | 1990  | 1999  | 2005  | 2006  | 2010  |
| ---- | ---- | ---- | ---- | ----- | ----- | ----- | ----- | ----- |
| 528  | 555  | 594  | 771  | 1 036 | 1 222 | 1 280 | 1 277 | 1 248 |

| 2015  | 2020  | 2022  | - | - | - | - | - | - |
| ----- | ----- | ----- | - | - | - | - | - | - |
| 1 322 | 1 331 | 1 333 | - | - | - | - | - | - |

## Lieux et monuments
- Église Saint-Pierre, des XIe et XIXe siècles.
- Sentier botanique et nature.
- Éolienne Bollée, lieu-dit le Tertre.
- Aires de repos de Pruillé-le-Chétif (nord et sud) sur l'autoroute A11.

## Activité, labels et manifestations

### Labels
La commune est une ville fleurie (une fleur) au concours des villes et villages fleuris.

### Sports
L'Association sportive pruilléenne fait évoluer deux équipes de football en divisions de district.

## Personnalités liées
- René-Pierre Nepveu de la Manouillère (1732 - 1810), chanoine de l'église du Mans, auteur d'un Journal tenu de 1759 à 1807, possédait la propriété de la Manouillère et y résida souvent.